# ヒルベルト多様体
数学において、ヒルベルト多様体（ヒルベルトたようたい、Hilbert manifold）とは、ヒルベルト空間をモデルとした多様体である。したがって、それは可分ハウスドルフ空間であり、各点が無限次元ヒルベルト空間に同相な近傍を持つ。ヒルベルト多様体の概念は、多様体の理論を無限次元の設定に拡張する可能性を提供する。有限次元の場合と同様に、遷移写像が微分可能である最大アトラスを考慮することで、微分可能なヒルベルト多様体を定義することができる。

## 特性
多様体理論の基本的な構成の多く、例えば多様体の接空間や部分多様体（有限余次元）の管状近傍などは、有限次元の場合からヒルベルト設定にほとんど変更なく引き継がれる。しかし、多様体間の写像を含む命題では、しばしばフレドホルム写像、すなわち各点での微分がフレドホルムである写像に考慮を制限しなければならない。この理由は、サードの補題がフレドホルム写像に対して成り立つが、一般には成り立たないためである。この違いにもかかわらず、ヒルベルト多様体は非常に良い性質をいくつか持っている。
- カイパーの定理: もし{\displaystyle X} がコンパクト位相空間 または ホモトピータイプ(CW複体) なら、すべての{\displaystyle X}上の(実・虚)ヒルベルト空間束 はトリビアルである。 特に、すべてのヒルベルト多様体は並列化可能である。.
- すべての滑らかなヒルベルト多様体は、モデルヒルベルト空間の開部分集合に滑らかに埋め込むことができる。
- すべてのヒルベルト多様体間のホモトピー同値は微分同相写像にホモトピックである。特に、ホモトピー同値なヒルベルト多様体はすでに微分同相である。これは、レンズ空間やエキゾチック球面が示すように、有限次元の場合では、多様体のホモトピー同値、同相、微分同相が異なる性質であることとは対照的である。
- サードの定理は一般には成り立たないが、ヒルベルト多様体から任意の連続写像 {\displaystyle f:X\to \mathbb {R} ^{n}} は、臨界点をもたないなめらかな写像 {\displaystyle g:X\to \mathbb {R} ^{n}} に任意に近く近似することができる。.

- 任意のヒルベルト空間 {\displaystyle H}は、{\displaystyle H}上の恒等関数によって与えられる単一のグローバルチャートを持つヒルベルト多様体である。さらに、{\displaystyle H}はベクトル空間であるため、任意の点 {\displaystyle p\in H}  における接空間  {\displaystyle \operatorname {T} _{p}H} は {\displaystyle H}自身と標準的に同型であり、{\displaystyle H}上のものと同じ自然な内積を持つ。したがって、{\displaystyle H} は計量 {\displaystyle g(v,w)(p):=\langle v,w\rangle _{H}{\text{ for }}v,w\in \mathrm {T} _{p}H,}によってリーマン多様体の構造を持つことができる。ここで {\displaystyle \langle \,\cdot ,\cdot \,\rangle _{H}}は {\displaystyle H} の内積を表す。
- 同様に、ヒルベルト空間の任意の開部分集合も、全体空間と同じ構成の下でヒルベルト多様体およびリーマン多様体である。
- 多様体間のいくつかの写像空間は、適切なソボレフクラスの写像のみを考慮することで、ヒルベルト空間として見ることができる。例えば、単位円  {\displaystyle \mathbf {S} ^{1}} から多様体   {\displaystyle M}へのすべての {\displaystyle H^{1}} 写像の空間  {\displaystyle \operatorname {L} M} を考えることができる。これは、円から  {\displaystyle M,} へのすべての連続写像の空間、すなわち  {\displaystyle M,}の自由ループ空間の部分空間として、コンパクト開位相を通じて位相化される。上記のソボレフ型写像空間  {\displaystyle \operatorname {L} M}は自由ループ空間とホモトピー同値であり、特にストリングトポロジーの分野において、自由ループ空間の代数トポロジーの研究に適している。ループ空間に対しても類似のソボレフ構成を行うことができ、これにより  {\displaystyle \operatorname {L} M}の余次元 {\displaystyle d} のヒルベルト部分多様体となる。ここで、{\displaystyle d} は {\displaystyle M,} の次元である。

## 関連
- バナッハ多様体は、バナッハ空間をモデルにした多様体である。これは、各点がバナッハ空間の開集合に同相の近傍を持つ位相空間である。バナッハ多様体は、無限次元に多様体を拡張する可能性の一つである。
- フレシェ多様体は、バナッハ空間をフレシェ空間に置き換えて得られる一般化である。フレシェ多様体は、ユークリッド空間をモデルにした多様体と同様に、フレシェ空間をモデルにした位相空間である。
- フィンスラー多様体は、リーマン多様体の一般化である。
- グローバル解析は、ヒルベルト多様体や他の種類の無限次元多様体を利用する分野である。